# New Invention (Shropshire)
New Invention – wieś w Anglii, w hrabstwie Shropshire. Leży 41 km na południowy zachód od miasta Shrewsbury i 223 km na północny zachód od Londynu.